# شمال أوراسيا القديم
في علم الآثار، مصطلح شمال أوراسيا القديم (غالبًا ما يُختصر باسم ANE) هو الاسم الذي يطلق على مكون أسلاف غرب أوراسيا والذي يمثل سلالة أسلاف لشعب ثقافة مالطة بوريت والسكان المرتبطين بهم ارتباطًا وثيقًا، مثل بدءًا من أفونتوفا جورا وموقع موقع يانا وحيد القرن ، وانحدر السكان منهم. 

## الدراسات الجينية
يتم تحديد سلالة ANE من خلال الارتباط بـ MA-1 ، أو " Mal'ta boy " ، بقايا فرد عاش خلال العصر الجليدي الأخير الأقصى ، قبل 24000 عام في وسط سيبيريا، واكتُشف في عشرينيات القرن الماضي.

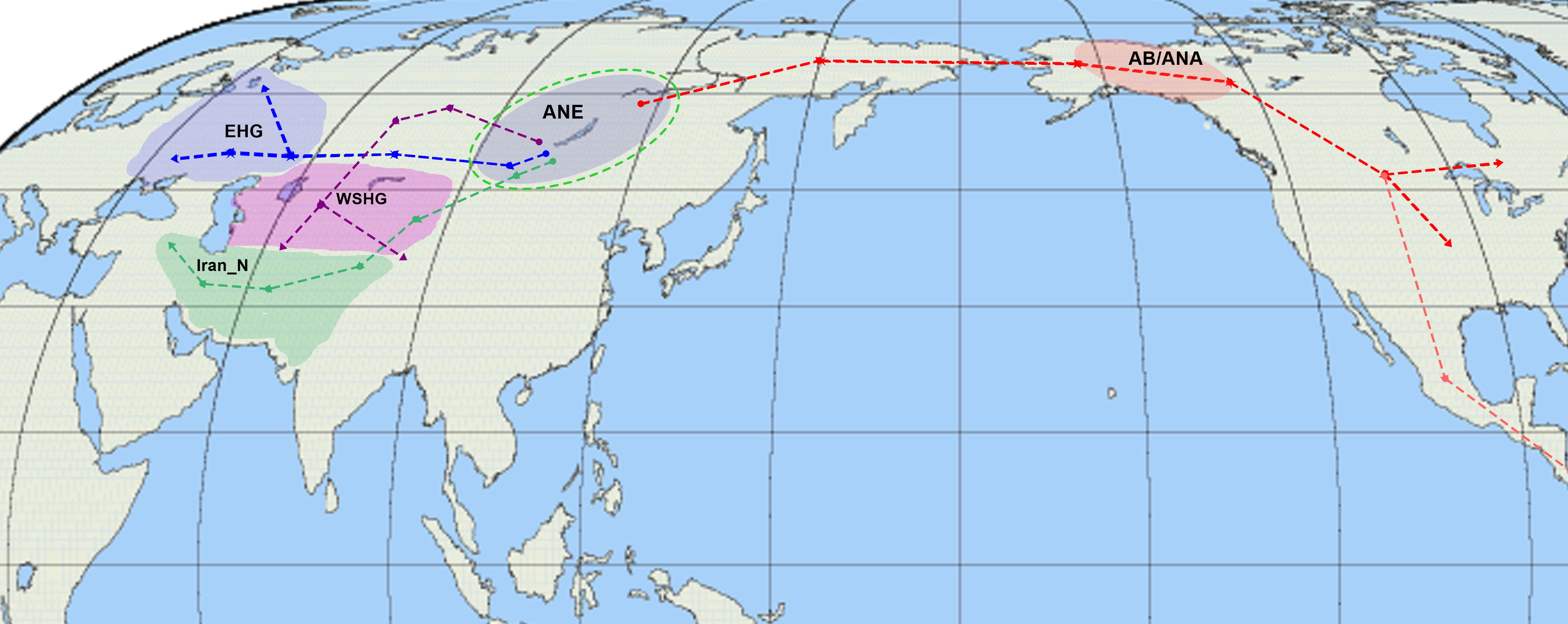
تتكون شبكة "شمال أوراسيا القديمة" (ANE) من عدة عينات من العصر الحجري القديم في سيبيريا وساهمت في السلالة تجاه الصيادين في وقت لاحق من أوروبا الشرقية (EHG) والأمريكيين الأصليين ، وكذلك بشكل غير مباشر تجاه رعاة السهوب اللاحقين (على وجه التحديد ثقافة اليمنايا). كما تلقى المزارعون الإيرانيون من العصر الحجري الحديث وشعب جومون في أقصى الشمال (أسلاف شعب الأينو) تدفقًا جينيًا من السكان المرتبطين بـ ANE على طول كلاين من الشمال إلى الجنوب.

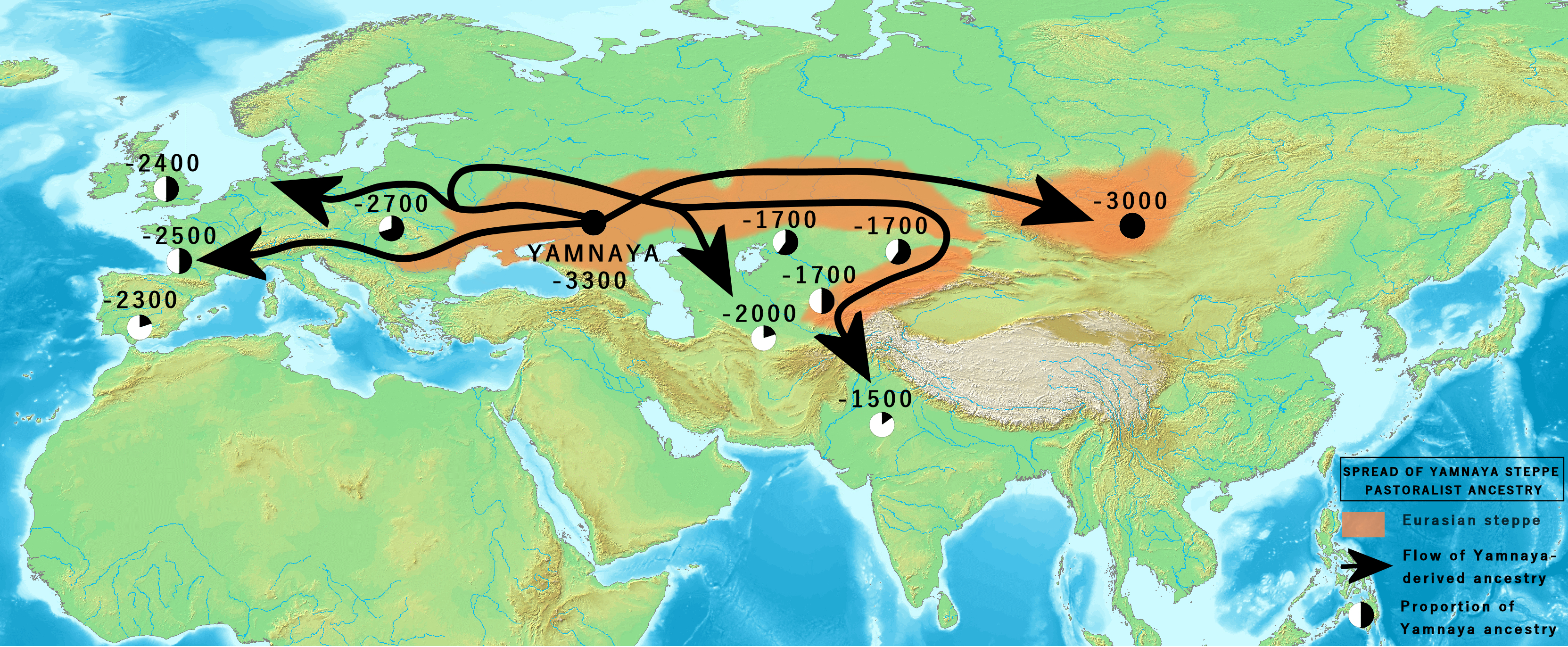
انتشار العصر البرونزي لأسلاف رعاة اليمنايا السهوب